# McCarthy Point
Der McCarthy Point ist die eine vereiste Landspitze, die den nordöstlichen Ausläufer von Grant Island vor der Hobbs-Küste des westantarktischen Marie-Byrd-Lands markiert. Sie stellt die östliche Begrenzung der Ledda Bay dar.
Entdeckt und kartiert wurde die Landspitze im Februar 1962 von Bord des Eisbrechers USS Glacier unter Kapitän Edwin Anderson McDonald (1907–1988). Das Advisory Committee on Antarctic Names benannte sie 1966 nach Leutnant J. F. McCarthy, Zahlmeister auf der USS Glacier zu jener Zeit.